# Корн-дог
Корн-дог (англ. corn-dog — букв. «кукурузная собака») — сосиска, которая покрывается толстым слоем теста из кукурузной муки и жарится в кипящем масле. Одно из блюд американской кухни. Корн-дог — это аналог сосиски в тесте или хот-дога. Почти всегда подаются на деревянной палочке, хотя некоторые ранние версии не имели палочек.

## История
Существует некоторые разногласия относительно точного происхождения корн-дога, в каком-то смысле он появился в США в 1920-х годах, и был популяризирован на национальном уровне в 1940 году. Патент США направленный в 1927, подтвержденный в 1929, защищающий процесс приготовления, описывал корн-дог, в частности, обжаренную еду на палочке.
В книге 300 Years of Kitchen Collectibles, автор Линда Франклин Кэмпбелл утверждает, что первая машина для корн-догов (Krusty Korn Dog baker) появилась в 1929 году в оптовом каталоге гостиничного и ресторанного питания. Корн-доги были запечены в кукурузном тесте и походили на колосья при приготовлении.
Статья в The New York Times, ссылающаяся на «корн-дог», написана ещё в 1947 году.
Ряд текущих поставщиков корн-догов претендуют на то, что именно им принадлежит изобретение и/или популяризация корн-догов.

## Приготовление
Корн-доги часто выступают в качестве уличной еды или фаст-фуда. Некоторые поставщики или рестораторы обжаривают корн-доги непосредственно перед подачей на стол. Корн-доги также можно найти практически в любом супермаркете в Северной Америке как замороженные продукты, которые нужно только разогреть. Некоторые поставщики корн-догов продают эти готовые замороженные корн-доги, предварительно разморозив и обжарив до коричневого цвета в духовке. Готовые замороженные корн-доги могут быть приготовлены в микроволновой печи, но кукурузное покрытие не будет красивым. Корн-доги можно есть просто так или с различными соусами, например с кетчупом, горчицей и майонезом.

## Виды
Версия для завтрака состоит из сосисок во фритюре в блинах
В Аргентине они называются Panchukers и продаются в основном возле вокзалов, а также довольно популярны в центральной части страны. Они часто продаются на улицах, и могут содержать сыр. Подаются с большим количеством соусов.
В Австралии, корн-дог известен как Dagwood Dog, Pluto Pup или Dippy Dog, в зависимости от региона.

## Ежегодные праздники
Американцы празднуют Национальный День корн-дога в первую субботу марта каждого года.